# Thomas d’Urfey

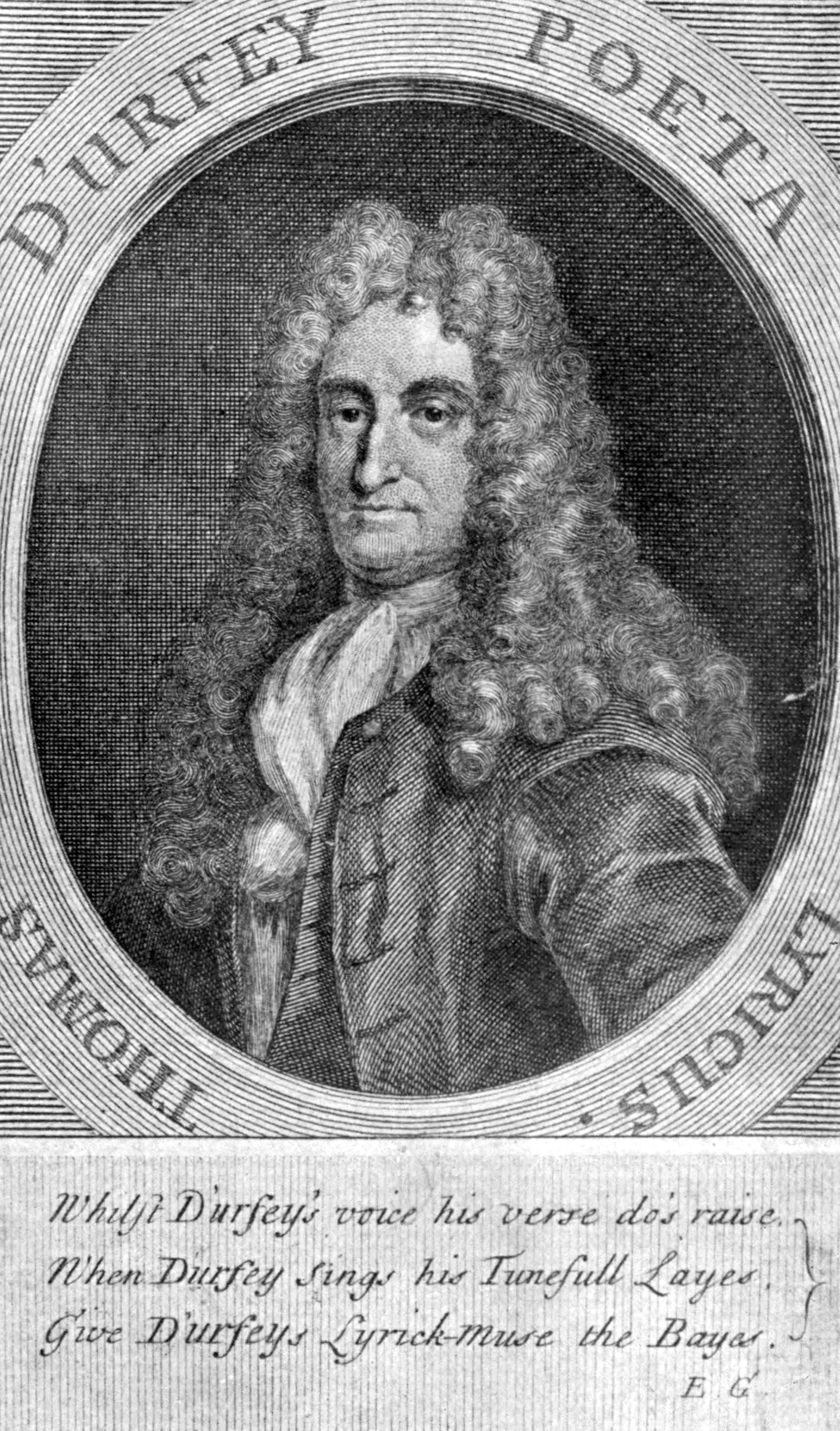
Abbildung aus Sabine Baring-Gould: Devonshire Characters and Strange Events.

Thomas d’Urfey (eigentlich Thomas Durfey), auch Tom Durfey genannt (geboren 1653 in Exeter, Devon; gestorben am 26. Februar 1723 in London), war ein englischer Autor, Dichter, Dramatiker, Liederschreiber und Satiriker. Er schrieb vermutlich auch unter dem Pseudonym Gabriel John.

## Leben
Thomas Durfey war der Sohn von John Durfey, der den Hugenotten angehörte, und dessen Frau Frances (geborene Marmion), einer Dame aus Huntingdonshire. Sein Großvater väterlicherseits war 1628 mit seiner Familie aus La Rochelle geflohen. Der Schriftsteller Honoré d’Urfé war ein entfernter Verwandter und er war über seine Mutter mit dem Dramatiker Shackerley Marmion (1603–1639) verwandt. Sein Geburtsjahr wurde teilweise auch mit 1649 angegeben. Zunächst plante er ein Jurastudium zu absolvieren, entschied sich jedoch anders und wandte sich der Dichtkunst und Musik. 1683 fügte er seinem Namen ein Apostroph hinzu, um eine adlige Abstammung zu suggerieren.
Er war ein produktiver Schriftsteller und diente am Hof von König Charles II. als Narr, Sänger und Unterhalter. Seine oftmals satirischen Stücke spiegelten zumeist den Zeitgeist nach dem Geschmack des Londoner Publikums wider. Im Jahr 1676 brachte er die Stücke The Siege of Memphis, The Fond Husband und The Plotting Sisters heraus, im Jahr 1677 dann Madame Fickle. Insgesamt sind von ihm 31 oder 32 Dramen bekannt. Geschätzt wurde er jedoch für seine Poesie. Einige seiner Lieder wurden von Henry Purcell, Thomas Farmer und John Blow vertont, andere waren an traditionellen Aires ausgerichtet.
D’Urfey brachte im Jahr 1683 die New Collection of Songs and Poems heraus, eine Sammlung von Liedern und Gedichten. Viele seiner Lieder aus den Jahren 1679 bis 1680 verfasste er in schottischem Dialekt für James II., der später zugleich König von England und Schottland war. Dadurch kam es zu einer Vermischung englischer populärer Melodien mit denen aus Schottland; einiges von dem, was als „made in Scotland“ zurück nach England gelangte, soll ursprünglich von dort gekommen sein.
Seine Lieder wurden in sechs Bänden unter dem Titel Wit and Mirth, or Pills to Purge Melancholy veröffentlicht. In der Ausgabe von 1719 sind die Lieder der ersten beiden Bände von ihm selbst, während andere auf Volksballaden basieren, deren Texte er veränderte. Die Melodien seiner Lieder ähnelten dabei jenen, die er aus seiner Jugend in Devonshire kannte. Er wurde in der St. James’s Church beigesetzt.

## Werke (Auswahl)
- Siege of Memphis. 1676.
- Madame Fickle. 1677.
- Virtuous Wife. 1680.
- The Night Her Blackest Sable Wore. 1682 (Volltext [Wikisource]).
- New Collection of Songs and Poems. 1683.
- A Commonwealth of Women, 1685
- Love for Money; or The Boarding School. 1691.
- The Marriage-Hater Match’d. 1692.
- The Campaigners. 1698.
- An Essay Towards the Theory of the Intelligible World. 1700, als Gabriel John.
- Wit and Mirth, or Pills to Purge Melancholy. 1719 (Band 1: archive.org, Band 2: archive.org, Band 3: archive.org, Band 4: archive.org, Band 5: archive.org, Band 6: archive.org).
- The Comical History of Don Quixote in three parts. Teil 1, 1694, 1694, 1696.
  - Henry Purcell, Thomas D’Urfey: The Comical History of Don Quixote. As it was acted at the Queen’s Theatre in Dorset Garden, by Their Majesties servants … Teil 1. London 1729 (archive.org oder babel.hathitrust.org).